# Bekkevoort
Bekkevoort est une commune néerlandophone de Belgique située en Région flamande dans la province du Brabant flamand.
La Commanderie de Bekkevoort est une des douze de la Commanderie d'Alden Biesen

## Sections de commune
| # | Nom                | Superf. (km²). | Habitants (2020). | Habitants par km² | Code INS |
| - | ------------------ | -------------- | ----------------- | ----------------- | -------- |
| 1 | Bekkevoort         | 19,86          | 3.643             | 183               | 24008A   |
| 2 | Assent             | 9,66           | 1.543             | 160               | 24008B   |
| 3 | Molenbeek-Wersbeek | 7,76           | 1.146             | 148               | 24008C   |

## Communes limitrophes
| Aarschot (quadripoint) | Montaigu-Zichem       | Diest |
| Tielt-Winge            | Bekkevoort            | Halen |
|                        | Kortenaken - Glabbeek |       |

## Héraldique
|  | La commune possède des armoiries qui lui ont été octroyées le 28 août 1935 et à nouveau le 9 décembre 1980. Ces armoiries sont plutôt compliquées et reflètent l'histoire locale. En 1436, Bekkevoort devint la possession de Johanna van Diest et de Heinsberg et, après sa mort, le village devint la possession de Johan de Looz. Plus tard, le village a été acquis par les comtes de Meissen-Saarbrücken et finalement, au début du XVIIe siècle, à la maison de Nassau-Dillenburg, plus tard Orange-Nassau, la famille royale néerlandaise. Le plus ancien sceau connu de Bekkevoort date de 1694 et montre les armoiries du prince Willem-Hendrik van Oranje-Nassau en tant que seigneurs de Bekkevoort. Ces armoiries ont été accordées en 1935 comme armoiries de la commune. L'écu principal montre les quartiers de la branche de Nassau-Saarbrücken, avec le lion de Nassau dans les premier et quatrième quartiers et le lion de Sarrebruck dans les deuxième et troisième quartiers. Cette association apparaît également dans le Stadtverband Saarbrücken, en Allemagne. Le quartier libre montre à nouveau un écu de 4 quartiers, avec les barres des Comtes de Looz et le lion de Heinsberg. Blasonnement : Écartelé; en 1 et 4 d'azur billeté d'or au lion du même armé et lampassé de gueules; en 2 et 3 d'azur croiseté tréflé au pied fiché d'argent au lion du même couronné d'or; au franc-quartier écartelé; en 1 et 4 burelé d'or et de gueules; en 2 et 3 de gueules au lion d'argent à la queue fourchée et passée en sautoir. L'écu timbré d'une couronne princière de l'Empire Romain. - Délibération communale : 16 avril 1980 - Arrêté royal : 9 décembre 1980 - Moniteur belge : 29 janvier 1981 (sans le blasonnement) Source du blasonnement : Heraldy of the World. |

## Démographie

### Démographie: Avant la fusion des communes
- Source: DGS recensements population

### Démographie: Commune fusionée
Graphe de l'évolution de la population de la commune (la commune de Bekkevoort étant née de la fusion des anciennes communes de Bekkevoort, d'Assent et de Molenbeek-Wersbeek, les données ci-après intègrent les trois communes dans les données avant 1977).
Les chiffres des années 1831 à 1970 tiennent compte des chiffres des anciennes communes fusionnées.
- Source: DGS , de 1831 à 1981=recensements population; à partir de 1990 = nombre d'habitants chaque 1 janvier[3]